# Himalaya
Pour les articles homonymes, voir Himalaya (homonymie).

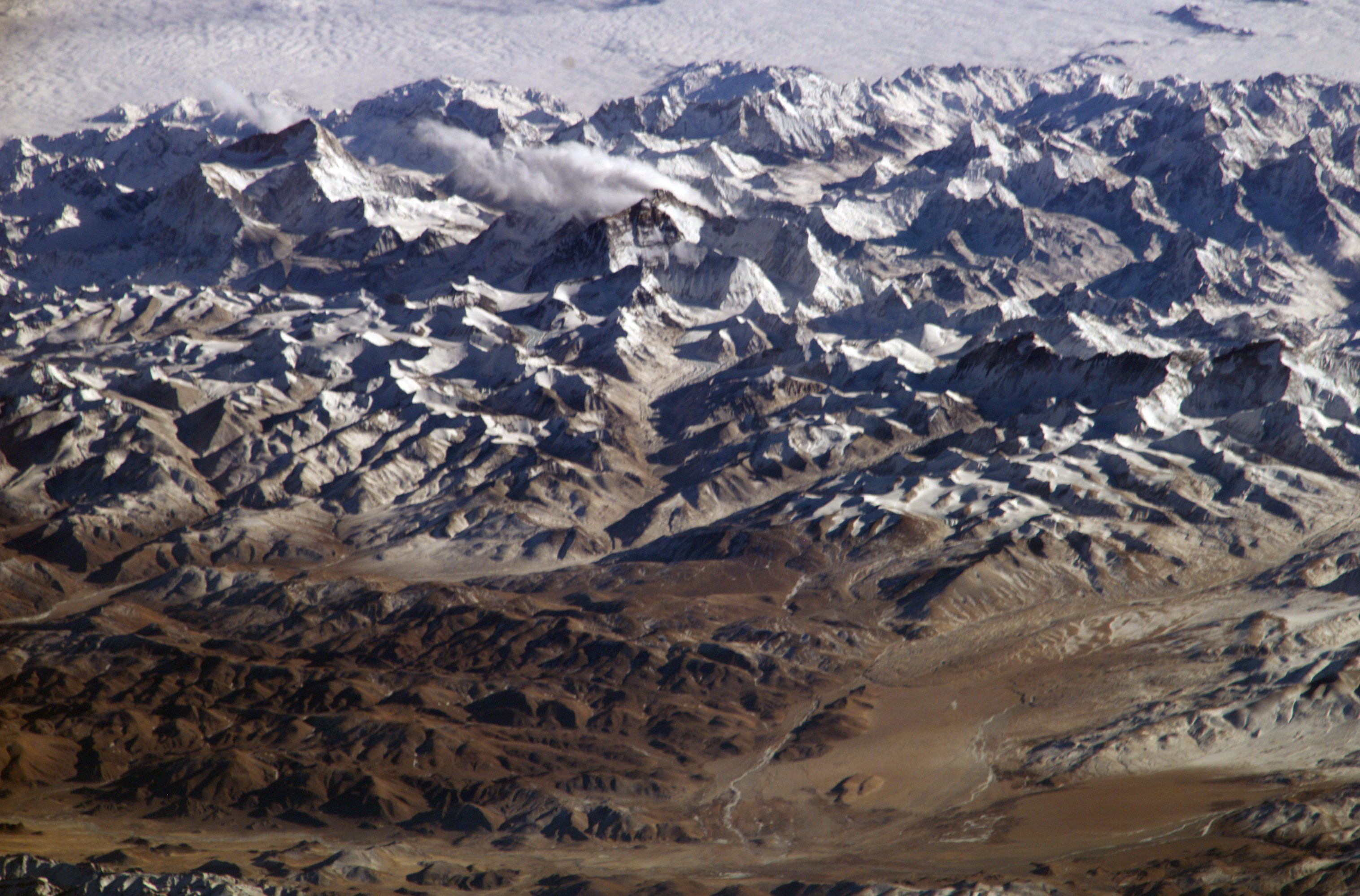
Une partie de la chaîne de l'Himalaya photographiée par la Station spatiale internationale (ISS).

L'Himalaya  (sanskrit : हिमालय de hima (neige) et ālaya (demeure), littéralement « demeure des neiges », népalais et hindi : हिमालय, bhoutanais et tibétain : ཧི་མ་ལ་ཡ, ourdou : ہمالیہ ; chinois : 喜马拉雅 ; pinyin : Xǐmǎlāyǎ), ou chaîne de l'Himalaya, est un ensemble de chaînes de montagnes s'étirant sur plus de 2 400 km de long et large de 250 à 400 km, qui sépare le sous-continent indien du plateau tibétain dans le Sud de l'Asie. Au sens strict, il débute à l'ouest au Nanga Parbat au Pakistan et se termine à l'est au Namcha Barwa dans la région autonome du Tibet en Chine. Cet ensemble montagneux, délimité à l'ouest par la vallée du fleuve Indus et à l'est par la vallée du fleuve Brahmapoutre, couvre une aire d'environ 600 000 km2.
Ainsi, l'Himalaya abrite dix des quatorze sommets de plus de 8 000 mètres d'altitude, dont le mont Everest, le plus haut de tous ; les quatre autres se situent dans le Karakoram. Ces hauts sommets ont donné lieu à de nombreuses expéditions d'alpinistes renommés et ont tous été conquis.
La limite supérieure des forêts se situe à 3 900 m et la limite inférieure des neiges éternelles vers 5 000 m.
L'Himalaya fait partie d'un ensemble montagneux plus vaste encore que l'on désigne par « Aire Hindou Kouch-Himalaya » (HKH), laquelle comprend les chaînes du Karakoram, de l'Hindou Kouch et du Pamir. Ce vaste ensemble chevauche huit pays et abrite plus de 140 millions de personnes.

## Géographie

### Topographie

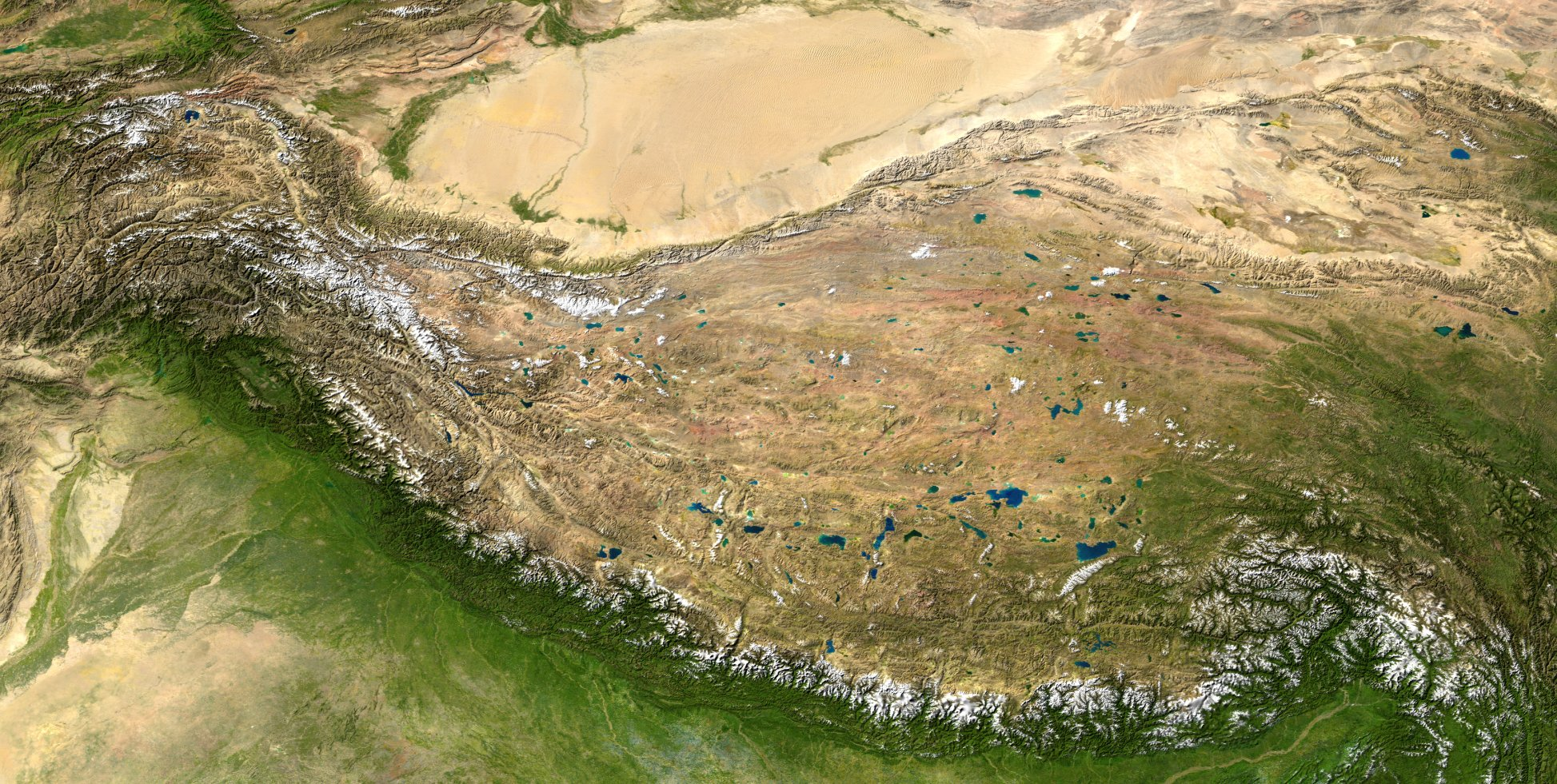
Image satellite de la chaîne de l'Himalaya. Le plateau tibétain est près du centre, et la plaine de Taklamakan est visible dans la zone claire en haut de l'image.

L'Himalaya s'étend sur plus de 2 400 km, depuis le Nanga Parbat, au Pakistan, à l'ouest jusqu'au Namche Barwa à l'est. Il comporte trois chaînes parallèles, disposées en ordre d'altitude et d'ère géologique.
La plus jeune des trois chaînes est dite « sub-himalayenne » (collines de Shivalik) et s'élève à environ 1 200 mètres d'altitude. Elle s'est formée par l'érosion depuis la formation de l'Himalaya et constitue ses contreforts méridionaux. Parallèle à cette chaîne, se trouve celle du « Bas Himalaya » dont l'altitude varie de 2 000 à 5 000 mètres. Enfin, la chaîne la plus au nord, le « Grand Himalaya », est la plus ancienne des trois. Elle s'élève à plus de 8 000 mètres d'altitude et comporte un grand nombre des plus hauts sommets du monde, dont les trois premiers sont l'Everest, le K2, et le Kangchenjunga. Au total, 164 sommets dépassent l'altitude de l'Aconcagua, le point culminant de la cordillère des Andes et la plus haute montagne en dehors de l'Asie.
L'Himalaya couvre la majeure partie du Népal et du Bhoutan et occupe le sud de la région autonome pakistanaise du Baltistan. Il constitue également le relief principal des États et territoires indiens suivants : le Jammu-et-Cachemire, le Ladakh, l'Himachal Pradesh, l'Uttarakhand, le Sikkim (célèbre pour abriter le Kangchenjunga), le Bengale-Occidental et l'Arunachal Pradesh. À la frontière du Sikkim et du Bengale-Occidental s'étend l'arête de Singalila (en), dont les plus hauts sommets sont le mont Sandakphu (en), plus haut point de l'État du Bengale-Occidental à 3 636 mètres, suivi du pic Falut, qui culmine à 3 595 mètres. L'Himalaya occupe l'extrême nord de la Birmanie. Enfin, il chevauche une très petite partie du sud-est du Tibet (cependant, le plateau tibétain ne fait pas partie de l'Himalaya).

### Principaux sommets
| Nom           | Autre nom ou signification | Altitude en mètres | 1re ascension | Notes |
| ------------- | --- | ------------------ | ------------- | --- |
| Everest       | Sagarmatha (Mère des océans) - Chomolangma - Qomolangma (tibétain : Déesse mère des vents)                                                                                            | 8 849              | 1953          | Le plus haut sommet du monde, situé à la frontière entre le Népal et la Chine (Tibet).                                                                        |
| Kangchenjunga | Kangchen Dzö-nga, « Les cinq trésors et la neige éternelle » | 8 586              | 1955          | 3e plus haut sommet du monde, situé à la frontière entre l'Inde et le Népal. Ce sommet est le point culminant de l'Inde.                                      |
| Lhotse        | Lhotse - « le pic sud » | 8 501              | 1956          | 4e plus haut sommet du monde, proche de l'Everest, situé à la frontière entre le Népal et la Chine (Tibet).                                                   |
| Makalu        | - | 8 462              | 1955          | 5e plus haut sommet du monde, situé à la frontière entre le Népal et la Chine (Tibet).                                                                        |
| Cho Oyu       | Mont Zhuoaoyou | 8 201              | 1954          | 6e plus haut sommet du monde, situé à la frontière entre le Népal et la Chine (Tibet).                                                                        |
| Dhaulagiri    | La montagne blanche | 8 167              | 1960          | 7e plus haut sommet du monde, situé au Népal. |
| Manaslu       | Kutang - « Mountain of the Spirit » | 8 163              | 1956          | 8e plus haut sommet du monde, situé au Népal. |
| Nanga Parbat  | Pic Nangaparbat Diamir, « la montagne nue » | 8 125              | 1953          | 9e plus haut sommet du monde, situé au Pakistan. Considéré comme l'une des plus dangereuses montagnes du monde. Revendiqué par l'Inde (conflit du Cachemire). |
| Annapurna I   | « Déesse des moissons » en sanskrit, déesse de l'hindouisme | 8 091              | 1950          | 10e plus haut sommet du monde, situé au Népal. Le premier 8 000 à avoir été gravi et le plus mortel de tous.                                                  |
| Shishapangma  | « Crête au-dessus des grasses plaines » Gosainthan - sanskrit pour « lieu des saints »                                                                                                | 8 027              | 1964          | 14e plus haut sommet du monde, et le dernier 8 000 à avoir été gravi. Unique 8 000 situé entièrement au Tibet.                                                |
| Gyachung Kang | Gyachung Gangri | 7 952              | 1964          | 15e plus haut sommet du monde |
| Nuptse        | Tibétain : « Sommet Ouest » | 7 861              | 1961          | Sommet situé dans le même massif que l'Everest et le Lhotse.                                                                                                  |
| Nanda Devi    | « Déesse de la Félicité » en sanskrit, déesse de l'hindouisme | 7 817              | 1936          | Plus haut sommet entièrement situé en Inde, dans l'État de l'Uttarakhand.                                                                                     |
| Kamet         | « Les neiges faibles » en tibétain, à l'aube et au crépuscule, les roches de couleurs cuivre réfléchissent les rayons obliques du soleil, ce qui fait paraître la montagne en flamme. | 7 756              | 1931          | Sommet situé en Inde dans l'État de l'Uttarakhand. |
| Minya Konka   | - | 7 556              | 1932          | Le plus haut sommet du Tibet oriental dans le Kham |
| Kabru         | - | 7 338              | 1935          | Sommet situé non loin du Kangchenjunga, sur la frontière indo-népalaise (État du Sikkim et Région de Développement Est)                                       |

Nota 1: Les sommets au Pakistan sont du côté pakistanais de la ligne de contrôle, mais sont réclamés par l'Inde.
Nota 2 : 76 sommets de l'Himalaya sont ultra-proéminents dont 9 des 14 « plus de 8 000 m ».

### Hydrographie

#### Glacier et rivières

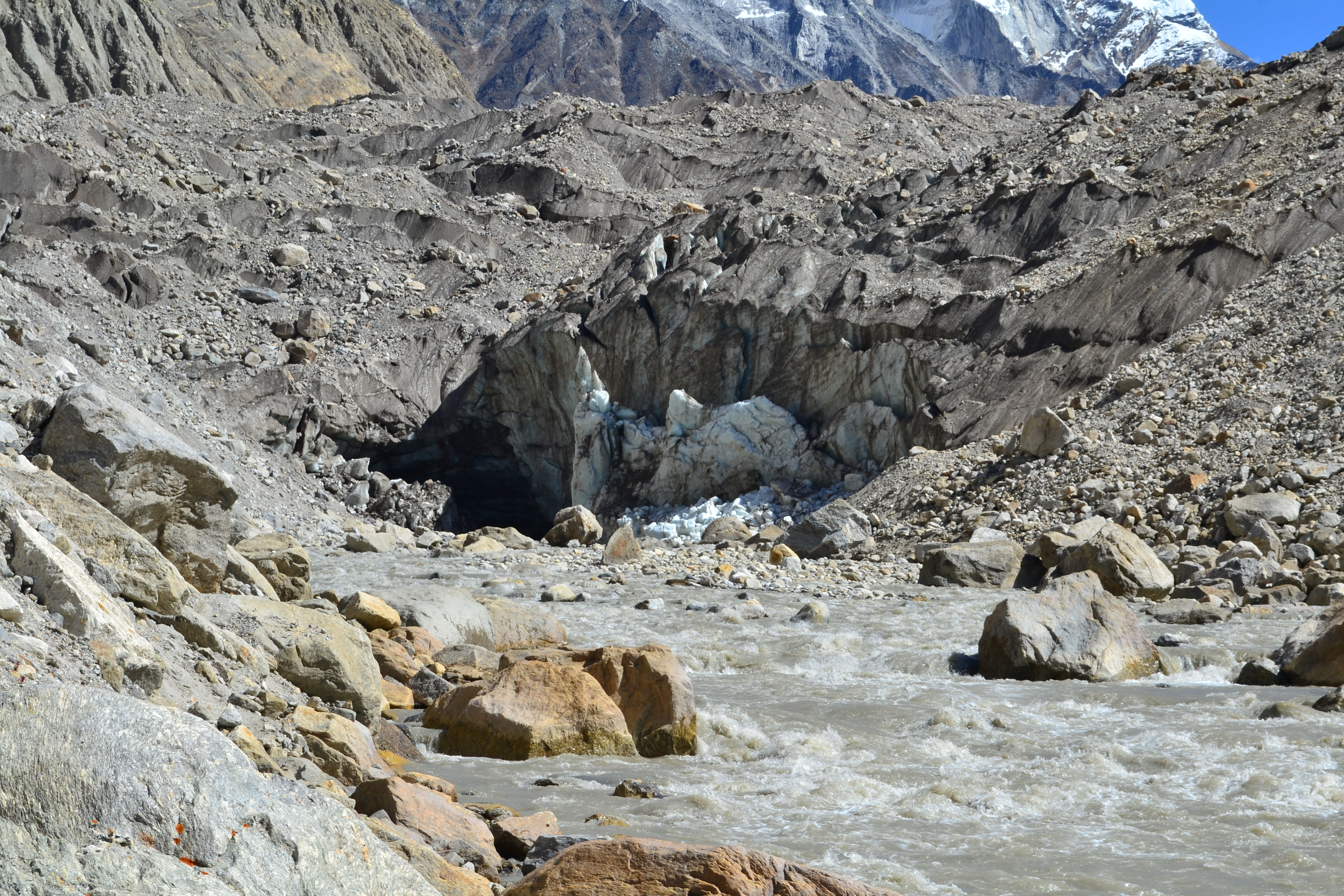
La bouche du Gangotri, qui est la source glaciaire du Gange.

La chaîne de l'Himalaya possède de très nombreux glaciers dont le Siachen, le plus long avec 70 km environ. D'autres glaciers sont aussi très célèbres : le Gangotri et le Yamunotri (Uttarakhand), le Nubra, le Biafo et le Baltoro (région de Karakoram), le Zemu (Sikkim) et les glaciers de Khumbu (région de l'Everest).
Les plus hautes régions de l'Himalaya sont recouvertes de neige toute l'année malgré leur proximité avec les tropiques, et les glaciers alimentent de nombreuses rivières qui se divisent en deux grands systèmes :

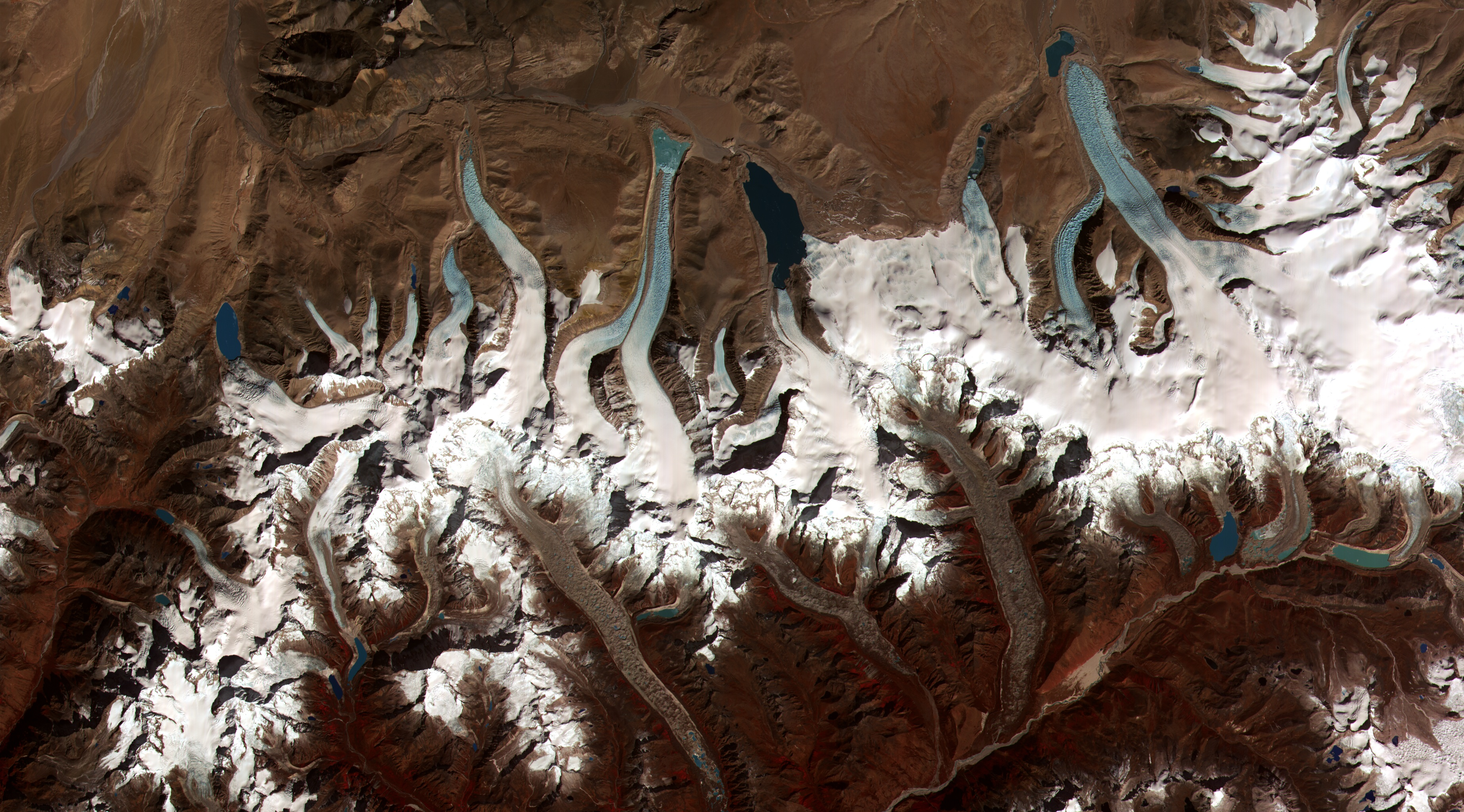
Cette image montre la limite des glaciers dans le Bhoutan-Himalaya.

- Le bassin occidental regroupe la vallée de l'Indus, dont la rivière du même nom est la plus longue. L'Indus commence au Tibet, au confluent du Sengge et du Gar, et coule vers le sud-ouest en direction du Pakistan jusqu'à la mer d'Arabie (ou mer d'Oman). L'Indus est aussi alimenté par la Jhelum, la Chenab, le Ravi, la Beâs, et le Sutlej (parmi les principales).
- Le bassin central et oriental, constitué de toutes les rivières ne faisant pas partie du bassin de l'Indus, draine la vaste partie de la plaine indo-gangétique en formant les deux grands fleuves Gange et Brahmapoutre. Le Gange prend source dans le glacier de Gangotri, où il porte le nom de Bhagirathi, puis coule vers le sud-est à travers les plaines du nord de l'Inde. Ses principaux affluents himalayens sont l'Alaknanda, la Yamuna, la Ghaghara, le Gandak et le Koshi. Arrivé au Bengale, il finit par se diviser en deux défluent, l'Hooghly et la Padma. Le Brahmapoutre prend naissance dans l'ouest du Tibet sous le nom de Yarlung Zangbo (ou Tsangpo), et traverse le Tibet d'ouest en est avant d'atteindre le nord-est de l'Inde, où il se dirige vers le sud et crée le canyon le plus profond au monde, le canyon du Yarlung Tsangpo. Le Brahmapoutre arrive au Bangladesh et finit par rejoindre la Padma (Gange) en façonnant le plus grand delta du monde, le delta du Gange-Brahmapoutre, le cœur de la région du Bengale. Les deux cours d'eau se jettent dans le golfe du Bengale, en trouvant leur estuaire notamment dans les Sundarbans.

Le Salouen, le Mékong, le Yangzi et le fleuve Jaune sont tous originaires du plateau tibétain, mais ils ne sont pas considérés comme de vrais fleuves de l'Himalaya. Pour désigner cet ensemble de fleuves, certains géographes parlent de fleuves péri-himalayens.
L'Himalaya et l'Hindou Kouch voisin sont particulièrement touchés par le réchauffement climatique. Sur la base d’images satellitaires de 40 ans, les chercheurs ont calculé que les glaciers avaient perdu environ un quart de leur masse au cours des 40 dernières années. Entre 2000 et 2016, ils ont perdu en moyenne 7,7 milliards de tonnes de glace par an. Les résultats d'une étude de 2019, impliquant plus de 350 chercheurs, montrent que même atteindre l'objectif optimiste de 1,5 °C de la Conférence de Paris bouleverserait le système climatique de l'aire montagneuse. À la fin de ce siècle, environ un tiers de la surface de glace serait perdu dans cette région. L’approvisionnement en eau de près de deux milliards de personnes est alimenté par les systèmes glaciaires. Par conséquent, on pourrait s'attendre à des conséquences dramatiques pour la population si la protection du climat échouait.

#### Lacs

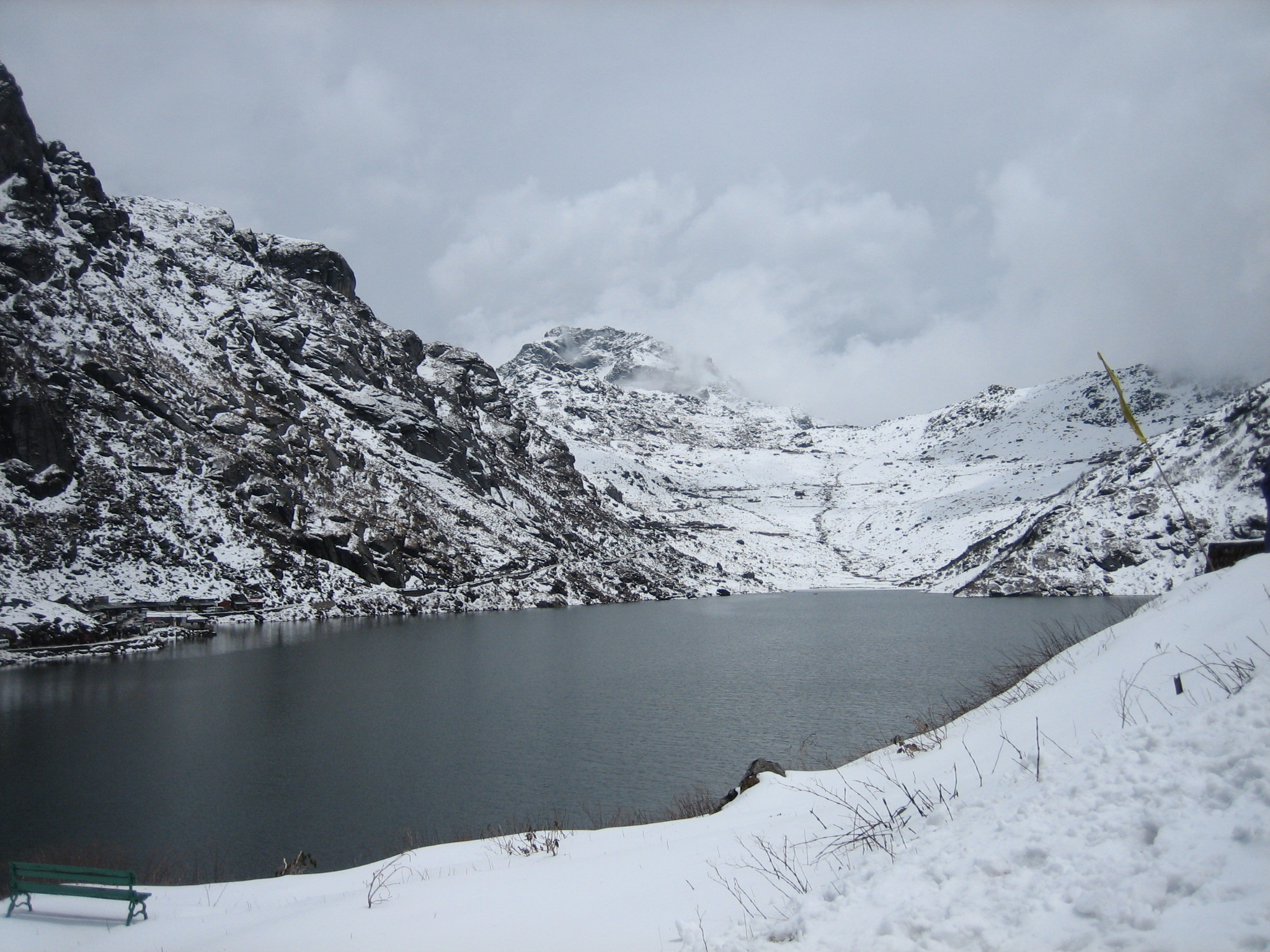
Le lac Tsomgo au Sikkim : les plus grands lacs de l'Himalaya se trouvent à 4600 mètres d'altitude.

La région de l'Himalaya comprend des centaines de lacs. La plupart se situent à une altitude inférieure à 5 000 mètres, et leur taille diminue en altitude. Le plus grand lac, le Pangong t'so, longe la frontière entre l'Inde et le Tibet. Il est situé à 4 250 mètres d'altitude et mesure 134 km de long sur 8 km de large. Un des lacs se trouvant en plus haute altitude est le Gurudongmar dans le Sikkim septentrional, situé à 5 148 mètres (source : SRTM). Un autre lac important est le lac Tsongmo, près de la frontière indo-chinoise au Sikkim.
Les lacs de montagnes sont connus par les géographes sous le nom de laquets s'ils ont été créés par une activité glaciaire. Les « laquets » se situent principalement proches des sommets de l'Himalaya, à environ 5 000 mètres d'altitude.

### Géologie

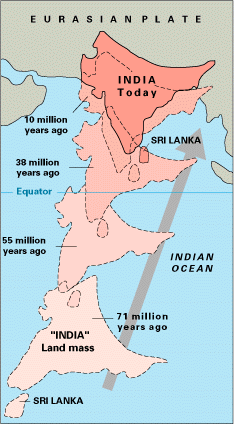
Formation de l'Himalaya.

#### Formation
D'après la tectonique des plaques, l'Himalaya est le résultat de la collision de la plaque indienne et de la plaque eurasienne après la subduction de l'océan Néotéthys sous l'Eurasie.
Il y a 80 millions d'années (Ma), au Crétacé supérieur, l'Inde était une île, située à 6 400 km au sud du continent asiatique. Se dirigeant vers le nord à la vitesse de 9 mètres par siècle, elle a heurté la plaque eurasienne.
La portion de l'océan Téthys qui les séparait a totalement disparu il y a environ 50 Ma mais un vestige subsiste au niveau de la suture du Tsang Po. Le sommet de l'Everest est fait de calcaire marin provenant de cette mer.
Le début de la collision Inde-Asie, essentiel pour comprendre l'évolution de l'orogène himalayen-tibétain, a été largement étudié à travers des approches multidisciplinaires. Une datation précise a été obtenue en 2020 par l'étude stratigraphique, sédimentologique et géochronologique (par datation de zircons et de tufs) des sédiments superposés sur la marge passive indienne, qui proviennent d'abord de l'Inde puis de l'Asie : entre 62,7 et 61,0 ± 0,3 Ma.

#### Activité actuelle
La plaque indienne continue à se déplacer à la vitesse constante d'environ 5 cm/an, s'enfonçant sous la plaque eurasienne et provoquant ainsi l'élévation de l'Himalaya et du plateau tibétain.
L'Inde se comporte comme un poinçon qui emboutit et déforme la lithosphère asiatique sur plus de 3 000 km au nord de l'Himalaya. Le Tibet est coupé par de grandes failles qui absorbent cette déformation. Sur le côté est du poinçon indien, la chaîne de l'Arakan et les îles Andaman-et-Nicobar dans l'océan Indien ont aussi été créées par le mouvement entre l'Inde et l'Eurasie.
Cette intense activité tectonique rend la région très active du point de vue sismique. D'ailleurs, des séismes historiques de magnitude 8 et plus sont documentés sur le front sud de l'Himalaya.

### Climat
La chaîne de l'Himalaya a une forte influence sur les climats du sous-continent indien et du plateau tibétain. Comme elle empêche les vents secs et glaciaux qui soufflent vers le sud d'atteindre l'Inde, le climat de tout le sud de l'Asie est bien plus chaud que celui d'autres régions situées à la même latitude. L'Himalaya forme aussi une barrière empêchant les vents de mousson en provenance du golfe du Bengale de progresser vers le nord, ce qui explique que le versant nord de la chaîne est aride tandis que son versant sud est humide parce que plus exposé aux pluies de mousson. Enfin, l'Himalaya serait aussi un des facteurs importants dans la formation des déserts en Asie centrale, tels que les déserts de Taklamakan et de Gobi.
L'Himalaya arrête les perturbations qui viennent de l'ouest et qui sévissent en Iran durant l'hiver. Ces perturbations ne peuvent pas aller plus loin, ce qui provoque d'importantes chutes de neige dans le Cachemire et de fortes pluies dans les régions du Penjab et du Nord de l'Inde. Tout en faisant obstacle aux vents du nord, la vallée du Brahmapoutre est propice à ces vents, ce qui cause une baisse des températures dans le nord-est de l'Inde et au Bangladesh. Le Brahmapoutre subit des vents particulièrement violents pendant la mousson.

### Faune et flore
La faune et la flore de l'Himalaya varient selon le climat, les précipitations, l'altitude et le sol. Le climat tropical domine au pied des montagnes, tandis que des neiges éternelles caractérisent les plus hauts sommets. La hauteur des précipitations annuelles augmente d'ouest en est sur le front de la chaîne. Cette variété du climat, de l'altitude, des précipitations et du sol génère des communautés végétales et animales et des écosystèmes tout aussi diversifiés.

#### Les forêts dans les plaines
Dans la plaine indo-gangétique à la base des montagnes, plaine alluviale drainée par les réseaux fluviaux de l'Indus, du Gange et du Brahmapoutre, la végétation varie d'ouest en est selon les précipitations. La région nord-ouest se distingue par ses forêts xérophiles à épineux qui occupent les plaines du Pakistan et du Pendjab indien. Plus à l'est, les forêts humides de feuillus bordent le cours supérieur du Gange au Uttar Pradesh et celles du cours inférieur occupent le Bihar et l'ouest du Bengale. Ces forêts sont soumises aux moussons, et les feuillus qui s'y trouvent perdent leur feuillage durant la saison sèche. Les forêts tropicales semi-sempervirentes, en raison du milieu plus humide dans la vallée du Brahmapoutre, occupent les plaines de l'Assam.

#### La ceinture du Teraï
Au-dessus des plaines alluviales s'étend le Teraï, zone marécageuse saisonnière composée de sols sableux et argileux. Les pluies y sont plus abondantes qu'elles ne le sont dans les plaines, et le courant des rivières qui descendent de l'Himalaya ralentit dans la zone plane du Teraï où celles-ci débordent, y déposant ainsi un limon fertile pendant la mousson, puis elles baissent en saison sèche. La nappe phréatique du Teraï est élevée, et la partie centrale de la ceinture du Teraï se compose de savane et prairies du Terraï et des Douars, mosaïque de prairies et de steppe, de forêts sempervirentes de feuillus, dont certaines des plus vastes prairies au monde. Les prairies de la ceinture du Teraï constituent l'habitat du rhinocéros indien (Rhinoceros unicornis).

#### La ceinture du Bhabhar
Au-dessus de la ceinture du Teraï se trouve une zone sèche connue sous le nom de Bhabhar où le sol, poreux et rocheux, est constitué de débris venant des chaînes supérieures. Le Bhabhar et la partie inférieure des chaînes du Shivalik se caractérisent par un climat subtropical. Dans cette zone subtropicale, les pinèdes, principalement constituées de pin chir (Pinus roxburghii), occupent l'extrémité ouest, et les forêts de feuillus, où prédomine le sal (Shorea robusta), occupent la partie centrale.

#### Les forêts montagnardes
En moyenne altitude, les forêts tropicales laissent place aux forêts de feuillus (à l'ouest) et près de l'Assam et de l'Arunachal Pradesh. Au-dessus, et principalement à l'est, se développent des forêts de conifères et de feuillus.

#### Les arbustes alpins et les alpages
Au-dessus des prés ouest, nord-ouest et est, sur les plus hauts sommets de l'Himalaya, la toundra prédomine. Les alpages sont l'habitat des léopards des neiges (Uncia uncia), une espèce menacée.

### Les axes de circulation

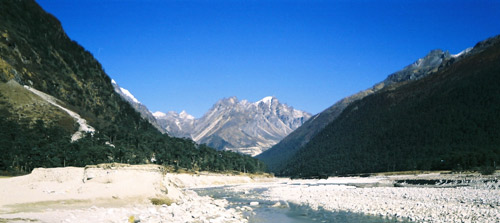
La chaîne de l'Himalaya au Yumesongdong, au Sikkim, dans la vallée du fleuve Yumthang.

Le terrain accidenté de l'Himalaya fait qu'il n'y a que très peu de routes possibles pour voyager dans la montagne. Les principales routes sont :
- la route de l'amitié ou Friendship Highway ou route nationale G318, de Lhassa à Zhangmu par les cols de Lhakpa La (5 283 m), Lalung La (5 050 m), Tong La (5 160 m) et Lablunga (3 016 m), continuée par la route Araniko (ou Araniko Highway) au Népal ;
- la H3 ou route d'Araniko, qui relie le Népal au Tibet, via Kodari, par le col de Tong La (5 160 m) au Tibet ;
- la NH 5 ou Hindustan-Tibet Road, ancienne voie secondaire de la route de la soie, qui relie les plaines du nord de l'Inde et le Tibet en franchissant le col de Shipki La (3 930 m) ;
- la NH 1D ou route de Srinagar-Leh, relie la capitale d'été du Jammu-et-Cachemire à Leh via Kargil et le col de Zoji La (3 528 m) ;
- la NH 44, entre Jalandhar et Uri, désenclave la vallée du Cachemire toute l'année grâce aux tunnels de Banihal (dit Jawahar) ou de Banihal - Qazigund. Ceux-ci passent sous le col de Banihal (2 832 m), à travers l'imposant massif montagneux du Pir Panjal ;
- la Route Moghole, une ancienne route du Cachemire entre Poonch et Shopian, passant par le col de Pir Panjal (3 485 m) et fréquemment empruntée au seizième siècle par de nombreux souverains moghols, dont Akbar et Jahangir ;
- la NH 3 ou Leh-Manali Highway, relie Manali et les plaines à Leh, via le tunnel de Rohtang (dit Atal) sous le col de Rohtang La (3 978 m), et les cols de Bara-lacha La (4 890 m), de Lachalung La (5 059 m) et de Taglang La (5 359 m). Cette route est la plus fréquentée parmi celles qui vont au Ladakh ;
- la route du Mustang, route de la Kali Gandaki ou corridor de la Kali Gandaki, est une ancienne piste longeant la vallée de la Kali Gandaki au Népal. Elle relie le Népal central (régions de Tansen, Pokhara) au Tibet, via le Mustang et son chef-lieu Lo Mantang, et traverse le col de Kora La (4 660 m). Cette voie fait en 2017 l'objet d'une importante mise à niveau[15] ;
- la NH 58, relie Delhi et Ghaziabad au Tibet en empruntant une voie secondaire de la route de la soie. Ce chemin utilisé depuis des millénaires par les commerçants et les pèlerins est réputé pour la traversée du col de Mana (Uttarakhand) à plus de 5 000 mètres d'altitude. Les portugais connaissent ce chemin depuis le XVIIe siècle (expédition des jésuites António de Andrade et Manuel Marques) ;
- la NH 10 et la NH 310, est une ancienne route de la soie (en relation avec l'ancienne route du thé) reliant le Bengale au Tibet et la Chine via le Sikkim et le col de Nathu La (4 310 m) ;
- la NH 9, entre Sitarganj et Dharchula est occasionnellement empruntée par les pèlerins hindous qui vont au mont Kailash et au lac Manasarovar via le col de Lipulekh (5 334 m) ;

En Inde, l'État central a entrepris et continue à entreprendre la construction de nombreuses routes nationales qui devront permettre aux six territoires himalayens du pays d'être connectés au reste de la nation. L'accessibilité jouant un rôle de moteur économique dans ces régions assez souvent isolées (notamment l'Arunachal Pradesh, le Ladakh ou le Lahaul et Spiti). Une démarche qui comporte également un aspect stratégique prééminent, les territoires étant mieux contrôlés et les infrastructures jouent aussi un rôle dissuasif vis-à-vis des gouvernements chinois et pakistanais, susceptibles d'« envahir » ces États. Ce qui n'est pas sans poser des problèmes d'ordre environnementaux ou socio-économiques,,.

## Histoire

### Alpinistes et explorateurs de l'Himalaya
Voici quelques alpinistes et explorateurs de l'Himalaya :
- Heinrich Harrer (1912-2006), alpiniste autrichien, auteur du livre Sept ans au Tibet ;
- Louis Lachenal et Maurice Herzog : tous deux français, ils sont les premiers à atteindre le sommet d'un « 8 000 », l'Annapurna I, le 3 juin 1950 ;
- Nazir Sabir, explorateur pakistanais, 1er alpiniste à gravir, l'une à la suite de l'autre, deux montagnes de plus de 8 000 mètres d'altitude (Broad Peak et Gasherbrum II) ;
- Edmund Hillary (1919-2008) explorateur néo-zélandais et Tenzing Norgay (1914 – 1986) Sherpa népalais qui, faisant équipe, furent les premiers à atteindre le sommet de l'Everest en 1953 ;
- Jerzy Kukuczka (1948-1989), grimpeur polonais. Il a gravi les 14 sommets de plus de 8 000 mètres d'altitude et a ouvert 10 nouvelles voies ;
- Reinhold Messner (né en 1944), alpiniste italien. Il a été le premier à gravir les 14 sommets de plus de 8 000 mètres d'altitude ;
- Yannick Seigneur (1941-2001), alpiniste et auteur. Premier Français à avoir gravi trois 8 000, il a réalisé de nombreuses premières dans l’Himalaya, dont la face Ouest du Makalu, la première du Tawesche etc. ;
- Harish Kapadia (né en 1945), alpiniste et auteur ;
- Erhard Loretan (1959-2011), alpiniste suisse, 3e à avoir gravi les 14 sommets de plus de 8 000 mètres ; auteur de Les 8000 rugissants avec Jean Ammann ;
- Ernst Schäfer, zoologue allemand spécialisé en ornithologie, qui a fait plusieurs expéditions scientifiques dans l'Himalaya en 1938-1939 ;
- Jean Troillet (né en 1948), alpiniste suisse. Il a gravi 10 sommets depuis 1986, en style alpin et sans apport d'oxygène ;
- Nirmal Purja est un alpiniste népalo-britannique, né le 25 juillet 1983 dans le district de Myagdi au Népal. Parmi les alpinistes ayant gravi les quatorze sommets de plus de 8 000 mètres d'altitude, il décroche le record de rapidité en étant parvenu à les enchaîner en six mois et six jours

## Culture populaire

### Aspect politique et culturel
La taille gigantesque de l'Himalaya a limité les migrations humaines entre le nord et le sud. Les différences sont notables dès que l'on compare les religions, les coutumes et les langues de la Chine et de l'Inde. Les contacts ayant été peu nombreux, les conflits ont été évités : c'est ainsi que la péninsule indienne a échappé aux conquêtes mongoles de Genghis Khan.

### Religions, mythologies et légendes
L'Himalaya est présent dans la mythologie hindoue sous la forme personnifiée d'Himavat, qui est notamment le père de Parvati (« La Montagnarde » en sanskrit), la parèdre de Shiva.

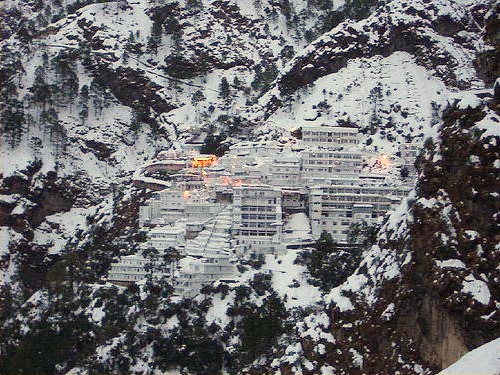
Le sanctuaire de Vaishno Devi recouvert de neige à Katra (Jammu-et-Cachemire, Inde).

De nombreux lieux situés le long de l'Himalaya ou associés à celui-ci ont une signification religieuse dans l'hindouisme, le bouddhisme et de nombreuses autres croyances de la région :
- Haridwar (Uttarakhand, Inde), un des quatre lieux où Garuda fit tomber des gouttes d'amrita ;
- Badrinath (Uttarakhand, Inde), temple dédié à Vishnou, qui constitue un des Char Dham ;
- Martand (Jammu-et-Cachemire, Inde), ancien grand temple dédié à Surya (temple de Martanda), qui y fait encore l'objet d'un culte dans un sanctuaire moderne ;
- Kedarnath (Uttarakhand, Inde), endroit où se trouve un des 12 jyotirlinga, objet de dévotion représentant le dieu Shiva ;
- Devaprayag (Uttarakhand, Inde), ville située au confluent de l'Alaknanda et de la Bhagirathi, lieu où le Gange est formé ;
- Gangotri (Uttarakhand, Inde), bourgade de pèlerinage située à 14 km du Gaumukh, le glacier où le Gange (alors la Bhagirathi) prend sa source ;
- Muktinath (Gandaki, Népal), important site de pèlerinage vishnouïte réputé pour son temple de Muktinath, aspect de Vishnou « Seigneur du Mukti ».
- Le Mont Kailash et le Lac Manasarovar (Tibet), situés au sud-ouest du plateau tibétain, forment un espace sacré dans la religion bön, l'hindouisme, le bouddhisme tibétain et le jaïnisme. Le premier est un sommet de 6 714 mètres considéré être notamment la demeure de Shiva et des dieux de l'hindouisme ;
- Amarnath (Jammu-et-Cachemire, Inde), grotte où un linga de glace naturelle se forme quelques semaines chaque été. D'après la mythologie hindoue, c'est dans cette grotte que Shiva aurait révélé à Parvati le secret de l'immortalité. Des milliers de personnes visitent cette grotte durant ces quelques semaines.
- Nanda Devi (Uttarakhand, Inde), montagne sacrée parmi les populations hindouistes des régions du Garhwal et du Kumaon, qui la considèrent comme la demeure de la déesse de la félicité Nanda Devi ;
- Le sanctuaire de la déesse Vaishno Devi (Jammu-et-Cachemire, Inde), un lieu de culte consacré à la Shakti, qui s'y serait manifestée dans une grotte ;
- Dharamsala (Himachal Pradesh, Inde), lieu de résidence du 14e dalaï-lama ;
- Manikaran (Himachal Pradesh, Inde), ville sainte qui aurait été le premier lieu sur Terre à être libéré du déluge ;
- Haramukh (Jammu-et-Cachemire, Inde), sommet sacré parmi les populations shivaïtes du Cachemire, qui le considèrent comme la demeure de Shiva ;

### L'Himalaya dans l'art
L'Himalaya a inspiré de nombreuses œuvres artistiques :
- Shangri-La est un roman dont l'action se déroule quelque part dans l'Himalaya. L'histoire, inspirée de la légende de Shambhala, a été reprise dans la nouvelle Lost Horizon de l'écrivain anglais James Hilton en 1933. On retrouve cette légende dans le jeu vidéo Uncharted 2 ;
- Tintin au Tibet est un classique de la bande dessinée écrit et illustré par l'auteur belge Hergé en 1960. Tintin, jeune reporter, part pour l'Himalaya en vue d'enquêter sur le crash d'un avion à la suite de rêves dans lesquels il voyait son ami Tchang parmi les victimes ;
- Jirō Taniguchi, proche des thèmes de la nature et de la montagne, illustre l'Himalaya à travers le manga K, mais surtout par Le Sommet des dieux. À travers l'œil de Fumakachi Makoto souhaitant enquêter sur l'ascension de l'Everest par George Mallory, on suit l'expérience imaginaire de l'alpiniste Habu Jôji ;
- le film Vertical Limit (2000) se déroule sur le sommet du K2, au Pakistan ;
- Himalaya : L'Enfance d'un chef, film franco-népalais de Éric Valli (1999). L'histoire se déroule au Dolpo dans le Nord-ouest du Népal. Quoique quelque peu romancée, elle sert de canevas pour illustrer le mode de vie traditionnel des Bothia vivant dans le haut Himalaya népalais ;
- dans 2012, les arches où les gens pourront se réfugier pour survivre aux tsunamis se trouvent en plein cœur de l'Himalaya.

### Filmographie
- Everest, film IMAX (1998)  (ISBN 0-7888-1493-1)